# ویلیام کامکوامبا
ویلیام کامکوامبا (انگلیسی: William Kamkwamba؛ زادهٔ ۵ اوت ۱۹۸۷) مخترع، مهندس و نویسنده اهل مالاوی است. او در سال ۲۰۰۱ به علت تولید برق به کمک یک توربین بادی در روستایی دورافتاده، در مالاوی شهرت یافت. او این توربین را تنها با استفاده از درخت اکالیپتوس، قطعات دوچرخه و یافته‌هایش از زباله‌ها ساخته بود. او پس از آن، برای تأمین آب آشامیدنی روستا، یک پمپ آب خورشیدی ساخته و نیز دو توربین بادی دیگر. بلندترین این توربین‌ها ۱۲ متر ارتفاع دارد.

## زندگی
ویلیام کامکوامبا در خانواده‌ای نسبتاً فقیر متولد شد که زندگی‌شان به کشاورزی متکی بود. ویلیام همیشه از بازی کردن با دوستانش با استفاده از وسایل بازیافتی لذت می‌برد. با وجود علاقه فراوان او به آموختن، یک قحطی فلج‌کننده، وادارش کرد تا مدرسه را رها کند، زیرا پرداخت شهریه مدرسه، دیگر برای خانواده ممکن نبود. پس از آن، کامکوامبا سرسختانه تلاش کرد تا با بهره‌گیری از کتابخانه مدرسه، به تحصیل ادامه دهد. آنجا بود که فهمید چقدر به الکترونیک علاقه دارد. پیش از آن، او یکبار با تعمیر رادوهای روستا کسب و کار کوچکی راه انداخته بود اما این کار برای او درآمد چندانی نداشت.
کامکوامبا، پس از خواندن کتابی با نام «استفاده از انرژی»، تصمیم گرفت که یک توربین بادی موقت بسازد. او ابتدا با یک دینام ارزان مدلی کوچک را آزمایش کرد و نهایتاً یک توربین بادی ساخت که می‌توانست چند وسیله برقی در خانه‌شان را روشن کند. زمانی که مزرعه‌داران محلی و پس از آن روزنامه‌نگاران، از این سازه چرخان باخبر شدند، طولی نکشید که شهرت کامکوامبا در اخبار بین‌المللی سر به فلک کشید.